# Помона (Њу Џерзи)
Помона (енгл. Pomona) насељено је место без административног статуса у америчкој савезној држави Њу Џерзи.

## Демографија
По попису из 2010. године број становника је 7.124, што је 3.105 (77,3%) становника више него 2000. године.
| Група             | 2000.         | 2010.         |
| Белци             | 2.842 (70,7%) | 3.672 (51,5%) |
| Афроамериканци    | 323 (8,0%)    | 758 (10,6%)   |
| Азијати           | 482 (12,0%)   | 1.575 (22,1%) |
| Хиспаноамериканци | 301 (7,5%)    | 942 (13,2%)   |
| Укупно            | 4.019         | 7.124         |